# Лясковец (връх)
Връх Лясковец е покрит с лед връх с височина 1473 м в североизточния край на хребета Фрисланд в Тангра планина на остров Ливингстън в архипелага Южни Шетландски острови, Антарктика.
Върхът е разположен между Каталунската седловина на запад и Шипченската седловина на изток, със стръмни западни, източни и южни склонове, и спускащ се на север страничен рид към връх Зограф, свързан чрез Лозенска седловина с Лозенски нунатак, Ерменска могила и Ахелойски нунатак в ледник Хюрън. Връх Лясковец се издига над ледник Хюрън и негови притоци на север, и ледник Мейси и залив Бруноу на юг.
Върхът е наименуван на град Лясковец в Северна България.

## Местонахождение
Връх Лясковец има географски координати 62°39′48.5″ ю. ш. 60°08′34.7″ з. д. / 62.663472° ю. ш. 60.142972° з. д., което е 2.3 км на изток-североизток от връх Фрисланд (1700 м), 3.2 км на юг-югоизток от Кузманова могила, 1.33 км южно от връх Зограф, 1.3 км западно от връх Левски, 4.6 км западно от Големия Иглен връх (първенец на хребета Левски, ок. 1690 м) и 4.1 км северно от Пешев връх.
Първото точно картографиране на върха е от 2005 и 2009, въз основа на българското топографско проучване Тангра 2004/05, с по-ранно британско картографиране от 1968.

## История
Първото изкачване на връх Лясковец е осъществено на 14 декември 2004 г. от българите Любомир Иванов и Дойчин Василев от Лагер Академия (надморска височина 541 м) по време на топографското проучване Тангра 2004/05. Техният маршрут (с трудност от категория III по UIAA) започва с 4-километрово изкачване по твърд но просечен с пукнатини фирн до Каталунска седловина (1260 м) на главното било на Тангра планина, следвано от траверс на стръмния западен склон на върха до достигане на неговия северен склон, откъдето лесно се стига до най-високата му точка.
Второто изкачване на върха, също по маршрута Иванов–Василев, е извършено от българските алпинисти Дойчин Боянов и Николай Петков на 1 януари 2015 г.

## Карти
- South Shetland Islands. Scale 1:200000 topographic map No. 3373. DOS 610 – W 62 58. Tolworth, UK, 1968.
- Islas Livingston y Decepción. Mapa topográfico a escala 1:100000. Madrid: Servicio Geográfico del Ejército, 1991.
- S. Soccol, D. Gildea and J. Bath. Livingston Island, Antarctica. Scale 1:100000 satellite map. The Omega Foundation, USA, 2004
- L.L. Ivanov et al, Antarctica: Livingston Island, South Shetland Islands (from English Strait to Morton Strait, with illustrations and ice-cover distribution), 1:100000 scale topographic map, Antarctic Place-names Commission of Bulgaria, Sofia, 2005
- Л. Иванов. Антарктика: Остров Ливингстън и острови Гринуич, Робърт, Сноу и Смит. Топографска карта в мащаб 1:120000. Троян: Фондация Манфред Вьорнер, 2009. ISBN 978-954-92032-4-0 (Допълнено второ издание 2010. ISBN 978-954-92032-8-8)
- Л. Иванов. Карта на остров Ливингстън. В: Иванов, Л. и Н. Иванова. Антарктика: Природа, история, усвояване, географски имена и българско участие. София: Фондация Манфред Вьорнер, 2014. с. 18 – 19. ISBN 978-619-90008-1-6
- Antarctic Digital Database (ADD). Scale 1:250000 topographic map of Antarctica. Scientific Committee on Antarctic Research (SCAR). Since 1993, regularly upgraded and updated.
- А. Камбуров и Л. Иванов. Хребет Боулс и централна Тангра планина: Остров Ливингстън, Антарктика. Карта в мащаб 1:25000 map. София: Фондация Манфред Вьорнер, 2023. ISBN 978-619-90008-8-5

## Галерия
- Връх Лясковец, вляво връх Левски и на преден план връх Зограф
- На връх Лясковец, с поглед на изток към хребет Левски
- Траверс на западния склон на връх Лясковец на слизане към Каталунска седловина при първото изкачване на върха
- Централна Тангра планина, от ляво надясно Големия иглен връх и върховете Левски и Лясковец
- Връх Лясковец гледан от седловина Вьорнер, вдясно Каталунска седловина
- Връх Лясковец гледан от протока Брансфийлд, вдясно Шипченска седловина
- По билото на Тангра планина, поглед от Пресиянов рид на изток към Каталунска седловина (с бивака на топографско проучване Тангра 2004/05), вляво връх Лясковец и на заден план рид Свети Иван Рилски и Големия иглен връх
- Топографска карта на хребет Боулс и централна Тангра планина показваща връх Лясковец